# Joseph Friedrich von Racknitz

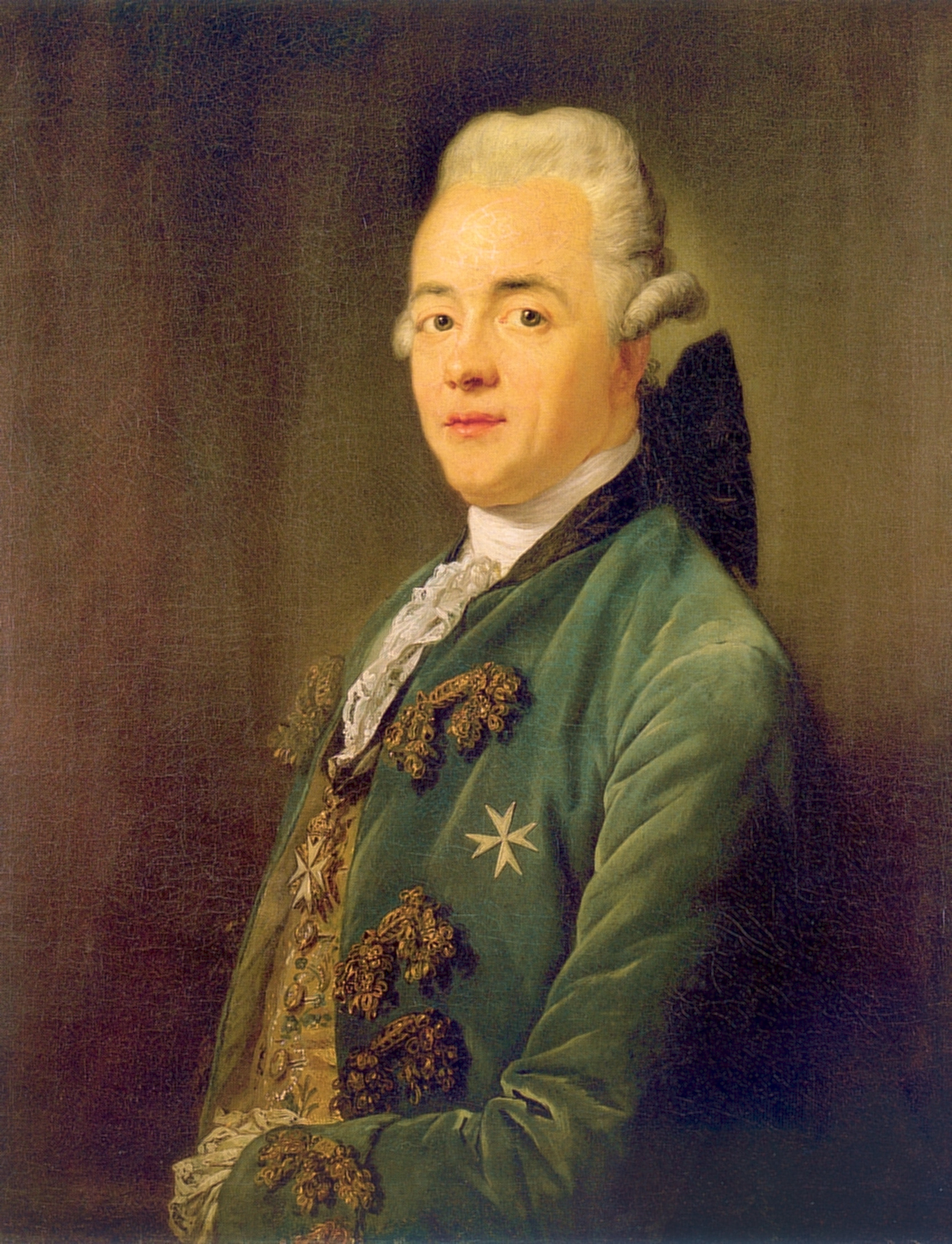
Joseph Friedrich Freiherr von Racknitz, um 1790

Freiherr Joseph Friedrich von Racknitz (* 3. November 1744 in Dresden; † 10. April 1818 ebenda) war ein kursächsischer Kammerherr, Hofmarschall und Freimaurer.

## Leben
Joseph Friedrich von Racknitz stammte aus dem Adelsgeschlecht Racknitz und war ein Sohn des Hofmarschalls Gallus Maximilian von Racknitz auf Lockwitz und dessen Ehefrau Franziska Henriette Friedrica geborene von Flemming. Bereits von früher Jugend an wurde Joseph Friedrich künstlerisch und musikalisch ausgebildet. Statt in den Verwaltungsdienst trat er in den sächsischen Militärdienst ein und nahm als Offizier aktiv am Siebenjährigen Krieg teil. 1769 nahm er seinen Abschied. 1774 erfolgte seine Ernennung zum kursächsischen Kammerherrn und 1790 zum Hofmarschall. In dieser Funktion leitete er die Hofkapelle und das Theater bis 1806. als er Oberküchenmeister wurde, 1809 wurde er schließlich erster Hofmarschall. 1815 trat er in den Ruhestand und starb drei Jahre später in Dresden.
Im Jahre 1765 erfolgte seine Aufnahme in die Dresdner Freimaurerloge Aux trois Grenades, die sich bereits im Folgejahr mit der Loge Zu den drei Schwertern vereinigte. 1772 war Joseph Friedrich Freiherr von Racknitz Mitstifter des Freimaurerinstituts in Dresden. 1780 erfolgte seine Ernennung zum Meister vom Stuhl der Schwerterloge, und 1788 wurde Racknitz Ehrenmitglied der Preußischen Akademie der Künste in Berlin.
In seiner Schrift Ueber Kempelen’s Schachmaschine enttarnte er 1789 den sogenannten Schachtürken. Racknitz besaß eine bedeutende Mineralien- und Insektensammlung mit über 5.000 Exponaten, die nach dem 1805 erfolgten Ankauf bis heute ein Teil der Schatzkammer Museum im Dresdner Zwinger ist.
1811 publizierte er in der renommierten Waltherschen, vormals Heckelschen Hofbuchhandlung als Alterswerk eine vielbeachtete und bis heute quellengeschichtlich bedeutende Kunstgeschichte des damaligen Königreiches Sachsen.
1813 übernahm er erneut provisorisch die Direktion der Hofkapelle und des Hoftheaters. Der Gouverneur, Fürst Nikolai Grigorjewitsch Repnin-Wolkonski suchte nach den für Sachsen verlorenen Befreiungskrieg nach Einsparungen und plante die Abschaffung dieser beiden Institutionen. Racknitz gelang es gemeinsam mit Kapellmeister Francesco Morlacchi, Repnin-Wolkonski davon abzubringen. Racknitz sandte Morlacchi überdies noch nach Frankfurt am Main, wo sich Zar Alexander I. aufhielt, um in einer Audienz diese Pläne abzuwenden. Dennoch wurden das deutsche Theater unter Franz Seconda und die Kapelle unter Morlacchi zu einer Institution zusammengelegt. Mit dem Behalt der Eigenständigkeit Sachsens 1815 wurden beide Institutionen wieder voneinander getrennt.

## Werke
- Briefe über das Karlsbad und die Naturprodukte der dortigen Gegend. Verlegt bei Johann Gottlob Immanuel Breitkopf, Dresden und Leipzig 1788[3] google.de
- Ueber den Schachspieler des Herrn von Kempelen und dessen Nachbildung. Verlegt bei Johann Gottlob Immanuel Breitkopf, Dresden und Leipzig 1789 (google.de).
- Schreiben an einen Freund über den Basalt. Erste Auflage: Gedruckt bey C. C. Meinhold, Dresden 1789; Zweite Auflage: In der Breitkopfischen Buchhandlung, Dresden 1790 (google.de).
- Briefe über die Kunst an eine Freundin. Verlegt bei Carl Christian Meinhold, Dresden 1792
- Darstellung und Geschichte des Geschmackes der vorzüglichsten Völker. In Beziehung auf die innere Auszierung der Zimmer und auf die Baukunst. Verlegt bei Georg Joachim Göschen, Leipzig 1796[4]
- Skizze einer Geschichte der Künste besonders der Malerei in Sachsen. In der Waltherschen Hofbuchhandlung bei Georg Friedrich Walther,  Dresden 1811 (slub-dresden.de; google.de).